# WWE Raw
WWE Raw, auch bekannt als Monday Night Raw oder einfach Raw, ist eine US-amerikanische Wrestling-Show, die von WWE produziert wird und derzeit jeden Montag um 20:00 Uhr live auf Netflix ausgestrahlt wird. In Deutschland sendet ProSieben Maxx jeden Mittwochabend eine aktuelle Folge für den deutschsprachigen Markt. Die Folge wird am Samstagabend nach der Ausstrahlung von SmackDown wiederholt.
Die Show debütierte am 11. Januar 1993 und wechselte im September 2000 vom USA Network zu TNN. Am 3. Oktober 2005 bis Dezember 2025 kehrte Raw zum USA Network zurück. Die Show gilt derzeit neben SmackDown als eine von zwei Flaggschiff-Shows der WWE.

## Geschichte
Monday Night RAW hatte seine Premiere am 11. Januar 1993 auf dem Sender USA Network. Als damals erste und einzige wöchentlich ausgestrahlte Wrestlingshow war RAW zugleich auch einer der maßgeblichen Gründe für die WWE-Erfolgsgeschichte.
Den wirklichen Höhepunkt erreichte RAW mit der Fehde gegen Monday Nitro, wobei der Name Monday Nitro im englischen homophon, also gleichklingend, zu Monday Night RAW ist. Die Nitro-Show der WCW und RAW hatten zum Teil gigantische Einschaltquoten im Bereich von 7.0, welche insbesondere für eine Wrestling-Show sehr viel sind. Am 10. Mai 1999 schaffte RAW mit 8.1 Ratingpunkten die höchste Einschaltquote einer wöchentlichen Wrestlingshow aller Zeiten. RAW ist immer noch eine der erfolgreichsten wöchentlichen Sendungen im US-amerikanischen Fernsehen.
Nach dem Aufkauf der WCW durch die WWE ging es schleichend bergab mit RAW, da die starke Konkurrenz fehlte und die Attitude-Era 2002 endete. Aus diesem Grund gab man SmackDown mehr und mehr das Image einer „Konkurrenzshow“ zu RAW, da man das Interesse der Fans durch die scheinbare Konkurrenz zwischen beiden Shows wieder etwas beleben wollte.
Diese Konkurrenz drückte sich insbesondere durch den strikten Roster Split aus, der besagt, dass kein Wrestler einer Show in der jeweils „anderen“ Show auftreten darf.
Diese strikte Trennung wurde am 29. August 2011 gelockert, da seitdem alle WWE-Superstars in allen Shows auftreten können. Durch den Wegfall des Roster Splits wurde das Prinzip der RAW SuperShow geschaffen, um der neuen Entwicklung auch im Namen Rechnung zu tragen.
Am 17. Mai 2012 wurde bekannt gegeben, dass die RAW SuperShow ab dem 23. Juli 2012, der Tag, an dem die tausendste Folge gesendet wird, immer dreistündig abgehalten wird, wobei die Zuschauer auch die Möglichkeit haben, über das Internet und die WWE-Handyapp Match- und Showinhalte zu bestimmen. Seitdem heißt die Sendung auch wieder schlicht (Monday Night) RAW, zuvor „RAW SuperShow“.
Seit der Rückkehr des Roster Split am 19. Juli 2016, der seit 2011 abgeschafft war, treten die RAW-Superstars nun wieder „exklusiv“ für „ihre Show“ und Pay-Per-View-Veranstaltungen auf. Zuvor war es allen Wrestlern der WWE möglich, in allen Shows aufzutreten sowie alle Titel zu halten („Supershow-Prinzip“). Der erste „RAW-PPV“ nach dem Roster Split wird „Clash Of Champions“ im September 2016 sein. Dieses Prinzip wandte die WWE bereits bis März 2007 an, bevor sie die PPVs für alle Roster öffnete.
WWE Heat war die B-Show von RAW, in der die jeweils weniger eingesetzten Wrestler des RAW-Rosters eingesetzt wurden. Die Show wurde vor RAW aufgezeichnet und immer sechs Tage später auf der WWE-Homepage ausgestrahlt. In Deutschland konnte man Heat auf Premiere sehen. Am 30. Mai 2008 wurde Heat eingestellt und die WWE Vintage Collection trat an ihre Stelle.
„Heat“ stellte das Gegenstück zu WWE Velocity von SmackDown dar.
Auf USA Network gibt es außerdem die Sendung A.M. Raw welche kurze Wiederholungen von Szenen aus der letzten RAW-Show zeigt.
Vom 4. April bis 6. Juni 2011 wurde WWE Tough Enough im Anschluss an WWE RAW ausgestrahlt.